# Sartul-Gegetui-Dazan

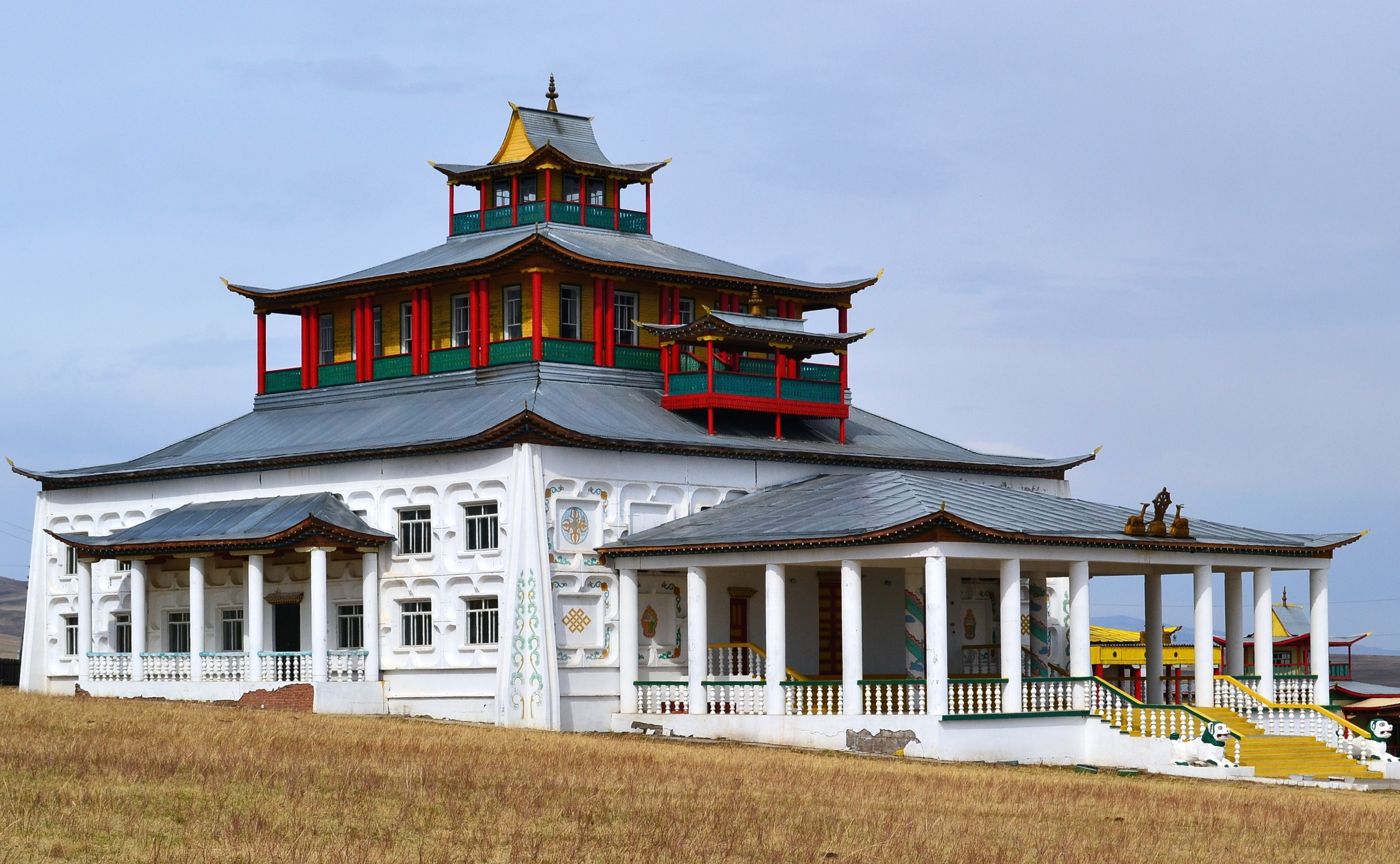
Zogtschen-Dugan (цогчен-дуган) im Sartul-Gegetui-Dazan

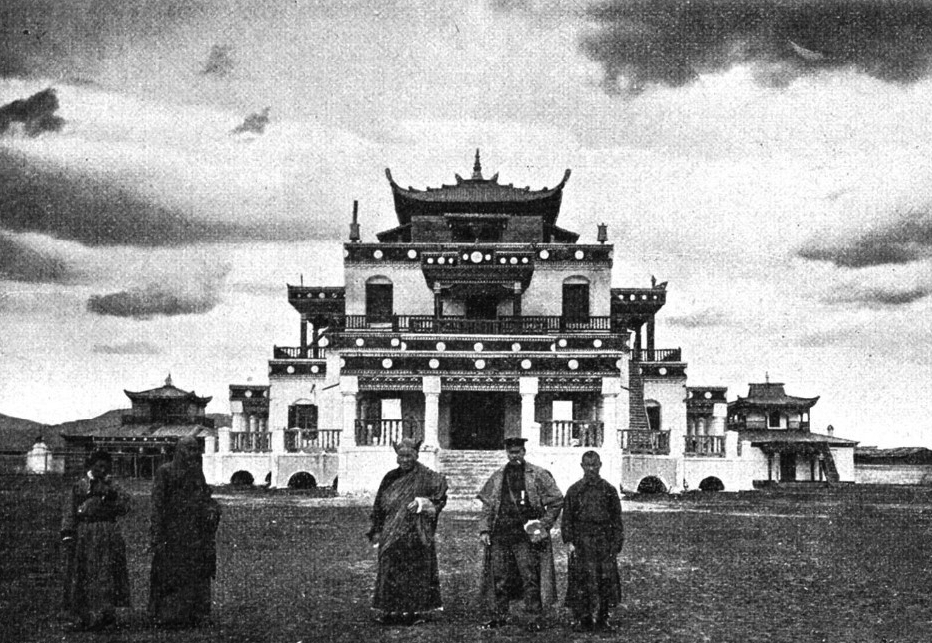
1904, Sartul-Gegetui-Dazan

Der Sartul-Gegetui-Dazan (russisch Сартул-Гэгэтуйский дацан) ist ein Dazan (buddhistische Klosteranlage mit Universität) nahe der Ortschaft Gegetui (Гэгэтуй) im Rajon Dschida, Republik Burjatien, Russland. Er wurde 1707 als Tempel gegründet, mit der Gründung der Fakultät für buddhistische Philosophie im Jahr 1881 wurde er Lehrstätte. 1937 wurde er zerstört. Ab 1989 wurde er von der buddhistischen Gemeinschaft wieder aufgebaut und am 18. Oktober 1991 wieder eröffnet.